# Операція «Джорджетт»

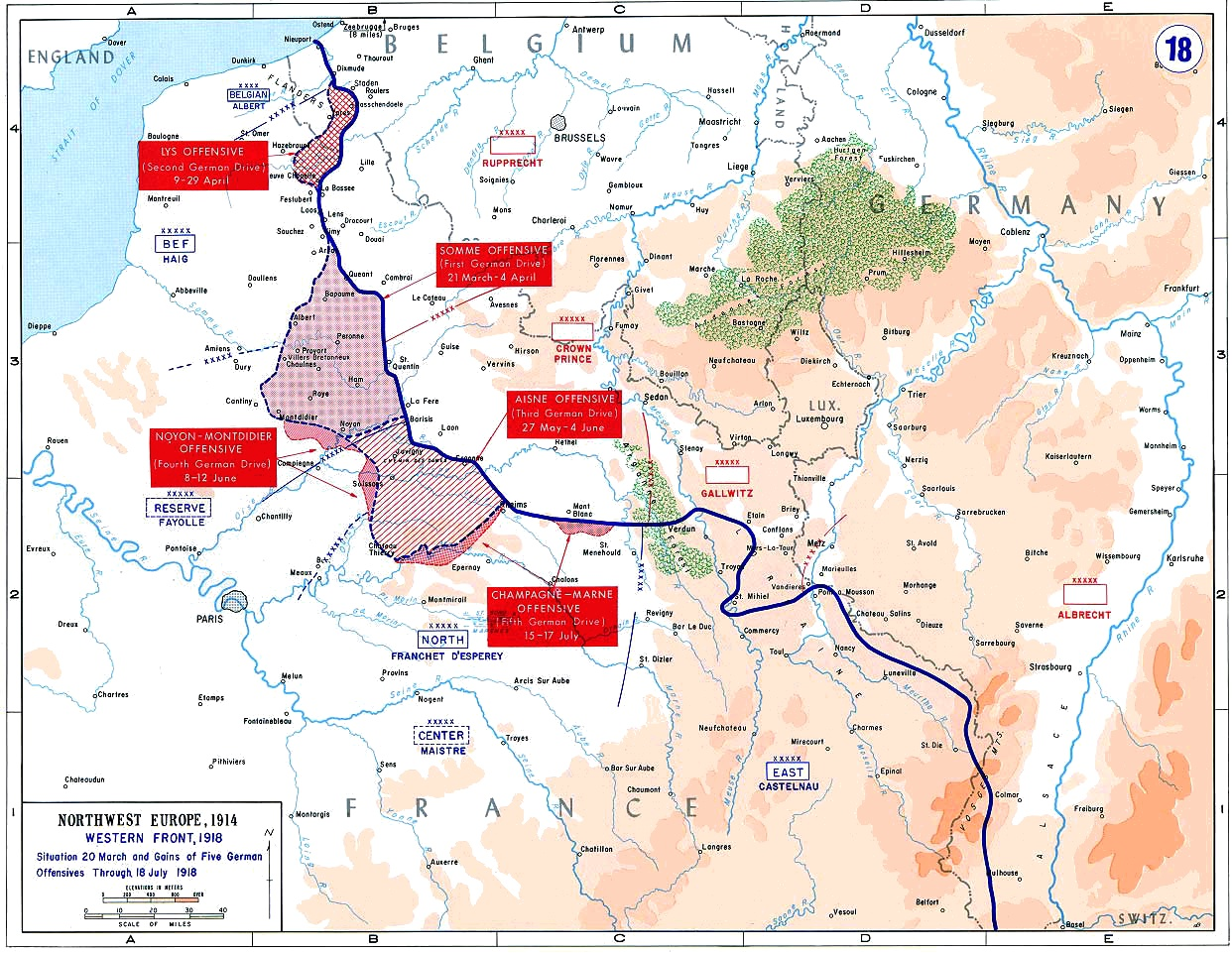
Карта Весняного наступу німецької армії в 1918 році. Операція «Джорджетт» — у північному краї мапи

Операція «Джорджетт» (нім. Unternehmen Georgette), також битва на Лісі 1918 року (англ. Battle of the Lys), фр. Bataille de la Lys або Четверта Іпрська битва (англ. Fourth Battle of Ypres) та Четверта Фландрська битва (нім. Vierte Flandernschlacht) (7—29 квітня 1918) — друга стадія масштабного, так званого «Весняного», наступу німецької армії проти військ союзників на Західному фронті наприкінці Першої світової війни.

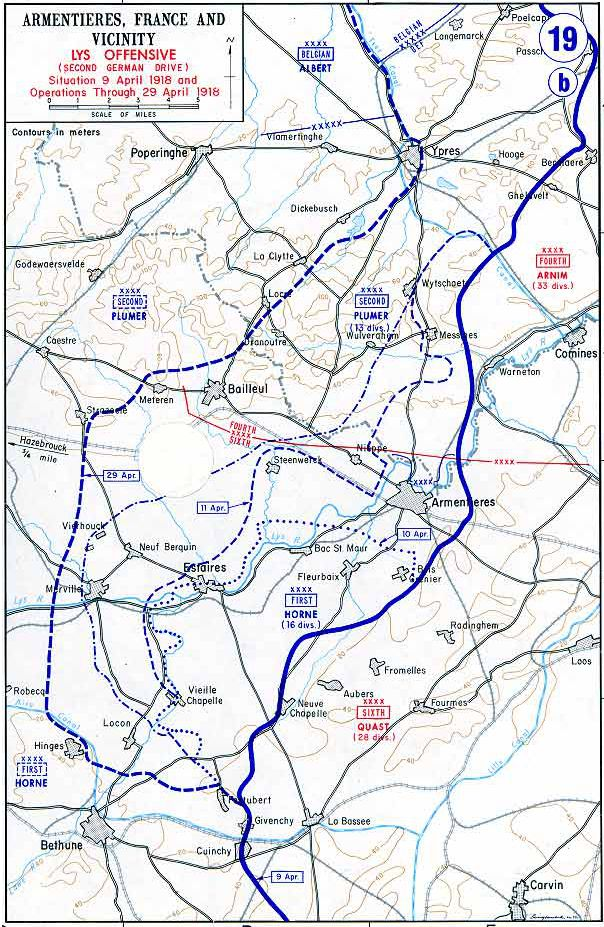
Карта операції «Джорджетт». Квітень 1918

Основні події битви на річці Ліс розгорнулися між британськими 1-ю та 2-ю арміями, окремими формуваннями Португальського експедиційного корпусу, за підтримки французького кавалерійського корпусу та німецькими 4-ю і 6-ю арміями. В ході боїв німецьким військам вдалося прорвати фронт оборони військ Антанти, але виконати головне завдання — розгромити британський експедиційний корпус та в такий спосіб вивести Британську імперію з війни командуванню Імперської армії Німеччини не вдалося.

## Історія

### Передумови
21 березня 1918 року німецькі війська під проводом генерал-полковника Е.Людендорфа розпочали першу фазу, так званого «Весняного», стратегічного наступу під кодовою назвою «Міхаель». Основним задумом операції передбачалося потужним ударом у стик між французькими та британськими військами прорвати союзний фронт і розділити союзників. Далі притиснути англійців до моря, знищити їх або змусити втекти з континенту, і таким чином поставити французів на край розгрому та примусити Париж прийняти мир на вигідних для Німеччини умовах до прибуття на Європейський континент американських військ.
На початку цієї операції німецьким військам вдалося здобути оперативної перемоги і просунутися на 60 км за перші 8 днів боїв, завдавши великих втрат британській армії. Однак незабаром французи прийшли на допомогу британцям, кинули в бій резерви і в ході запеклої битви союзники спільними зусиллями зупинили ворога. Вперше за війну загальна загроза поразки змусила союзників призначити єдиного для всієї коаліції Верховного головнокомандувача, ним став Фердинанд Фош.
У результаті союзники ввели в бій резервні війська і до 4 квітня зупинили німецький наступ, завдавши противникові серйозних втрат (230 тис. осіб). 5 квітня Людендорф зупинив наступ.

Британська артилерійська обслуга здійснює приготування 84-мм гармати QF 18-pounder до бою. Сен-Флорі. Квітень 1918

Після нетривалого перепочинку, який використовувався для маневру силами й засобами, німецьке командування вирішило продовжити наступ. Операція 4-ї і 6-ї німецьких армій проти 2-й і 1-й англійських армій у Фландрії у квітні 1918 року мала стати продовженням березневого наступу в Пікардії. Цього разу німецька армія планувала завдати другого рішучого удару по противнику, домагаючись загального ураження британської армії. Наступ збиралися розпочати негайно ж після припинення операції в Пікардії. Однак брак сил у Фландрії, труднощі з перекиданням військ та проблеми із забезпеченням боєприпасами не дозволили почати новий наступ раніше ніж 9 квітня.
За замислом операції 6-та німецька армія повинна була завдати удару в північно-західному напрямку на ділянці між Армантьєр і каналом Ля-Басса. Головною метою наступу визначалося опанування важливого вузла комунікацій противника — Азебруком і висотами біля Годеверсвельд і Касселя, а також форсування канал Ля-Басса і річки Клеренс. Наступного дня у наступ мала перейти 4-та армія, яка ударом у північному напрямку від Армантьєр на висоту Кеммельберг і Іпр мала підтримати дії 6-ї армії. В разі успіху операції Людендорф планував поширити наступ також і в південно-західному напрямку.
До 9 квітня на фронті наступу близько 36 км від каналу Ля-Басе до Холлебеке було зосереджено 29 німецьких дивізій, 2 208 гармат і 492 літаки. Їм протистояли війська 1-ї та 2-ї британських армій, що мали 17 дивізій, 749 гармат і близько 80 танків. Тобто, німецькому командуванню вдалося створити на фронті наступу майже дворазову перевагу в дивізіях і триразове — в артилерії. Уже в ході зростання масштабів битви сили сторін зросли: 43 німецькі і 35 британських і французьких дивізій.

### Битва

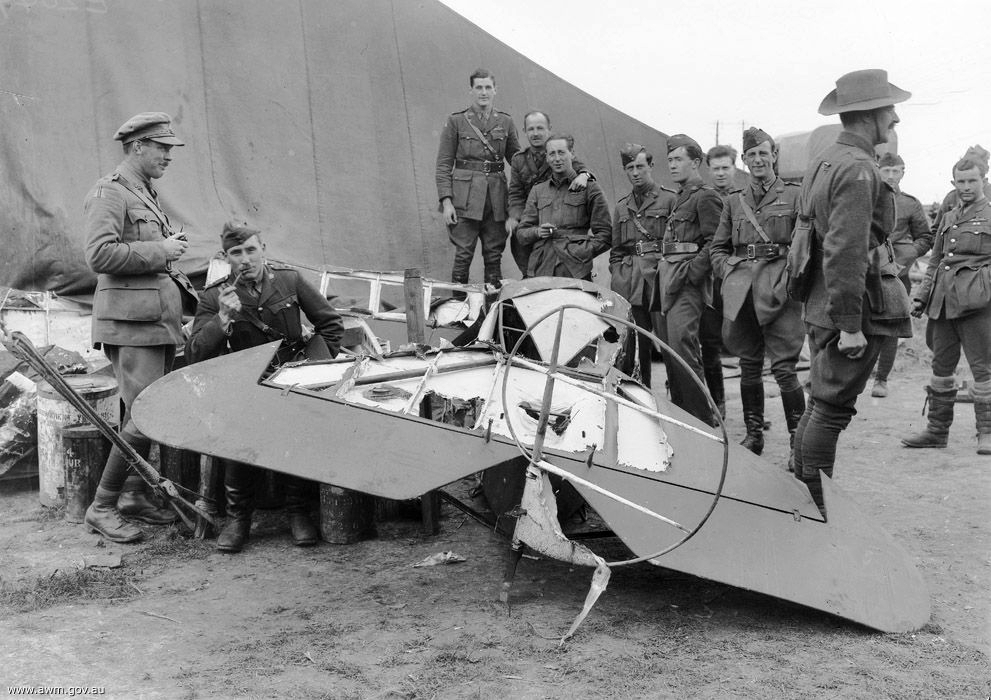
Рештки збитого винищувача Манфреда фон Ріхтгофена

Зранку 9 квітня 1918 року після довготривалої артилерійської підготовки, що розпочалася з вечора 7 квітня, під прикриттям вогневого валу перейшла в наступ 6-та армія генерала фон Каста. Головний удар завдавався на найслабкішому місці в обороні 1-ї британської армії: по позиціях двох португальських дивізій, приданих британцям. Частини Португальського експедиційного корпусу раніше ще не брали участі в бойових діях, багато підрозділів не були укомплектовані належним чином і до того ж мали надзвичайно низький моральний стан. Під ударами противника вже через кілька годин португальці почали відходити, оголюючи фланги сусідніх дивізій. Під час відступу португальські війська зазнали великих втрат, близько 7 000 солдатів і 300 офіцерів були вбиті, поранені або захоплені у полон. В обороні британської армії утворився великий пролом, в який почали прориватися підрозділи кайзерівської армії. До вечора 6-та німецька армія просунулася на 8 км, досягнувши р. Ліс у районі Естер. Тільки за добу німці взяли в полон близько 6 тис. осіб і захопили понад 100 гармат.
О 02:45 наступного дня почалася артилерійська підготовка наступу на фронті 4-ї німецької армії й о 05:15 німці перейшли в атаку на рубежі від Армантьєр до Месена. До полудня дивізії генерала фон Арміна вклинилися на 2—3 км в глибину оборони 2-ї британської армії і захопили висоту у Месена. Потім наступ розвинувся далі на північ до Холлебеке, і до кінця доби німці вели вже наступ силами обох армій на 30-км фронті. За два дні операції німецькі війська просунулися на 12 км, погрожуючи Азебруку, Касселю і виступу східніше Іпра. У ніч на 11 квітня англійці через загрозу оточення залишили Армантьєр.
Через загрозу повного розгрому 1-ї і 2-ї британських армій французи знову прийшли на допомогу союзникам. За наказом Фоша на автомобілях і залізницею почалося перекидання французьких резервів на фронт, де відступали британські війська. До району Азебрук, Кассель були перекинуті чотири дивізії 10-ї французької армії, основні сили якої зосередилися в районі Дуллан, Сент-Поль. У напрямку Сент-Омеру і далі на схід форсованим маршем висунувся 2-й французький кавалерійський корпус. Однак повністю зосередити резерви, необхідні для посилення Британського експедиційного корпусу та стабілізації фронту, вдалося лише 13—14 квітня.
Разом з цим німецький наступ продовжував розвиватися. До кінця 12 квітня, скориставшись проривами в оборонних рубежах британського фронту, 6-та і 4-та армії форсували канал Лаве, захопили Локон, Естер, Мервіль. Глибина їх просування становила вже 18 км. До Азебрука залишалося всього лише 9—10 км. Однак вже 12 квітня контратаки британських та французьких військ, котрі прийшли їм на допомогу, посилилися. Німецький наступ поступово втрачав свій натиск, а 14—15 квітня призупинився.
17 квітня німецькі війська відновили атаки, зосереджуючи основні зусилля на здобуття важливого опорного пункту противника — гори Кеммельберг. 25 квітня їм, після декількох днів запеклих боїв, вдалося захопити Кеммельберг. Водночас, цей успіх вже не міг принести ніяких результатів, так як всі подальші спроби завдати удару по стратегічно важливим Кассельським висотам були розбити стійким опором противника. Англо-французькі війська вже ущільнили оборону і криза минула. У наступні дні наступ набув характеру локальних боїв за поліпшення тактичного положення. ДО 29 квітня битва на річці Ліс завершилася.

## Підсумки битви
Незважаючи на певний оперативний успіх при проведенні операції «Джорджетт» німецькому командуванню в цілому не вдалося досягти головного завдання наступу — відкинути британський експедиційний корпус до морського узбережжя та знищити його частини. Найбільш результативними та успішними для німців були два перші дні битви. Втім, здобутком їхнього квітневого наступу стало утворення ще одного виступу завглибшки 18 км, що урізався в оборону військ Антанти.
Головними причинами невдачі наступу, так само як і в березні, став брак сил (потужних резервів) і відсутність рухомих військ, необхідних для розвитку успіху перших днів. У міру продовження наступу і посилення опору противника, сили німецьких дивізій виснажувалися, і бої знову набували позиційного характеру. Але в цьому кривавому змаганні союзники мали більше ресурсів. Рішучого успіху не було, а виснаження кайзерівської армії посилалося. Втрати німецьких військ склали 86 тис. осіб, союзники втратили близько 112 тис. людей.
Вельми небезпечним симптомом для командування кайзерівських військ в останні дні наступу стало, за визнанням Гінденбурга і Людендорфа, випадки відмови деяких частин йти в бій. Моральний занепад німецької армії, знекровленої і втомленою від цієї бійні, стало небезпечним фактором для Німеччини.

## Цікавинки
21 квітня під час боїв операції «Джорджетт» на півночі Франції загинув один з найкращих асів Першої світової війни Манфред Альбрехт фон Ріхтгофен на прізвисько «Червоний барон». На його бойовому рахунку лічилося не менше 80 збитих літаків противника, що так і залишилося абсолютним рекордом Першої світової. Ріхтгофен на той час вважався «живою легендою» і користувався повагою абсолютно всіх льотчиків по обидва боки фронту.
22 квітня 1918 року 3-тя ескадрилья ПС Австралії, найближчий до місця бою підрозділ сил Антанти, поховала Ріхтгофена з військовими почестями на цвинтарі села Бертангль недалеко від Ам'єна.